# کاهش مرتبه مدل
کاهش مرتبه مدل (MOR) یک روش برای کاهش پیچیدگی محاسباتی از مدل های ریاضی در شبیه سازی عددی است.

## مقدمه
بسیاری از مدل های ریاضی امروزه به علت پیچیدگی و بزرگی ابعاد توانایی شبیه سازی هم سرعت با زمان واقعی را ندارند.